# Roma Maffia
Roma Maffia (n. 31 de Maio de 1958) é uma atriz estadunidense, mais conhecida por interpretar Liz Cruz, Anestesista chefe da clínica "McNamara/Troy" na série Nip/Tuck.
Maffia e o ator Julian McMahon, colega de elenco de Nip/Tuck, também trabalharam juntos na série Profiler.

## Filmografia

### Cinema
| Ano  | Filme                                      | Personagem               | Notas                           |
| ---- | ------------------------------------------ | ------------------------ | ------------------------------- |
| 1982 | Smithereens                                | Prostituta               |                                 |
| 1983 | Stuck on You!                              | Attila's Sister          |                                 |
| 1988 | Married to the Mob                         | Angie's First Customer   |                                 |
| 1991 | American Blue Note                         | Marie                    |                                 |
| 1994 | The Paper                                  | Carmen                   |                                 |
| 1994 | Disclosure                                 | Catherine Alvarez        |                                 |
| 1995 | Nick of Time                               | Ms. Jones                |                                 |
| 1996 | Eraser                                     | Claire Isaacs            |                                 |
| 1997 | Kiss the Girls                             | Dr. Ruocco               |                                 |
| 1999 | Double Jeopardy                            | Margaret                 |                                 |
| 2000 | Things You Can Tell Just by Looking at Her | Debbie                   | Segment: "Love Waits For Kathy" |
| 2001 | The New Women                              | Virginia VanUpp          |                                 |
| 2001 | I Am Sam                                   | First Family Court Judge | não creditada                   |
| 2002 | Treading Water                             | The Agent                |                                 |
| 2003 | Holes                                      | Atty. Carla Morengo      |                                 |
| 2006 | Scarface: The World Is Yours               | Voz                      | Video game                      |
| 2007 | Totally Baked: A Pot-U-Mentary             | Dr. Willa Peterson       |                                 |
| 2007 | Ghost ImageI                               | Detetive Amos            |                                 |
| 2008 | Yonkers Joe                                | Santini                  |                                 |
| 2008 | The Blue Tooth Virgin                      | Dr. Christopher          |                                 |
| 2009 | Kingshighway                               | Rosa                     | awaiting release                |

### Televisão
| Ano              | Filme                                 | Personagem                    | Notas |
| ---------------- | ------------------------------------- | ----------------------------- | --- |
| 1985,1986        | The Equalizer                         | Sindee                        | Episódios: "Desperately" "Dead Drop"                                                                                      |
| 1988             | Internal Affairs                      | Diane                         | Telefilme |
| 1993             | The Young Indiana Jones Chronicles    | New York Cabbie               | Episódio: "Young Indiana Jones and the Scandal of 1920"                                                                   |
| 1994, 1995       | Chicago Hope                          | Angela Giandamenicio          | Episódios: "Pilot" "Over the Rainbow" "Food Chains" "With the Greatest of Ease" "You Gotta Have Heart" "Great White Hope" |
| 1995             | Her Deadly Rival                      | Officer Caldwell              | Telefilme |
| 1995             | The Heidi Chronicles                  |                               | Telefilme |
| 1995             | Courthouse                            | Ms. Marino                    | Episoódios: "Order on the Court" "One Strike and You're Out" "Injustice for All"                                          |
| 1996             | Wings                                 | Claire Barnett                | Episódio: "Porno for Pyros"                                                                                               |
| 1996             | Her Costly Affair                     | Sally Canter                  | NBC Telefilme |
| 1996             | Mistrial'                             | Laurie Meisinger              | Telefilme |
| 1996-2000        | Profiler                              | Grace Alvarez                 | 82 episódios |
| 1997             | The Defenders: Payback                | Julie Bishop                  | Telefilme |
| 1998             | The Daily Show                        | Ela mesma                     | Episódio dated 06-23-98                                                                                                   |
| 1998             | Welcome to Paradox                    |                               | Episódio: "Research Alpha"                                                                                                |
| 1998             | Route 9                               | Agent Ellen Marks             | Telefilme |
| 2000             | The David Cassidy Story               | Ruth Aarons                   | Telefilme |
| 2001             | The West Wing                         | Officer Rhonda Sachs          | Episódio: "Somebody's Going to Emergency, Somebody's Going to Jail"                                                       |
| 2001             | Gideon's Crossing'                    | Valerie Thomlinson            | Episódio: "Freak Shows"                                                                                                   |
| 2001             | The Division                          | Sandra                        | Episódio: "Intervention"                                                                                                  |
| 2001             | Ally McBeal                           | Werner's Attorney             | Episódio: "Fear of Flirting"                                                                                              |
| 2001             | ER                                    | Ms. Prager                    | Episódios: "Partly Cloudy, Chance of Rain" "Quo Vadis?" "I'll be Home for Christmas"                                      |
| 2002             | Judging Amy                           | Amanda York                   | Episódio: "Tidal Wave" |
| 2002             | Taina                                 | Gladys                        | Episódio: "The Fear Factors"                                                                                              |
| 2002             | For the People                        | Sophia                        | Episódio: "Lonely Hearts"                                                                                                 |
| 2002             | Endgame: Ethics and Values in America | Julia                         | Telefilme |
| 2002             | The Sopranos                          | Professor Longo-Murphy        | Episódio: "Christopher"                                                                                                   |
| 2002             | CSI: Crime Scene Investigation        | Adelle Cross                  | Episódio: "Fight Night"                                                                                                   |
| 2003             | Boomtown                              | Sally Jacobson                | Episódio: "Inadmissible"                                                                                                  |
| 2003, 2004, 2006 | Law & Order                           | Vanessa Galliano              | Epissódis: "Ill-Conceived" "The Dead Wives Club" "Cost of Capital"                                                        |
| 2003-2010        | Nip/Tuck                              | Dr. Elizabeth "Liz" Troy Cruz | Personagem principal |
| 2004             | Century City                          | Janice Cahn                   | Episódio: "To Know Her"                                                                                                   |
| 2005             | Strong Medicine                       | Rafael's mother               | Episódio: "Dying Inside"                                                                                                  |
| 2006             | Ghost Whisperer                       | Dr. Hillary Sloan             | Episódio: "The Ghost Within"                                                                                              |
| 2007-2008        | Boston Legal                          | Judge Victoria Peyton         | 9 episódios |
| 2009             | Dexter                                | Marriage Therapist            | 1 episódio |
| 2009             | Criminal Minds                        | Det. Reese Evans              | Episódio: "Conflicted" |
| 2009             | Eastwick                              | Mme. Aleksandra               | Episódio: "Madams and Madames"                                                                                            |
| 2012             | Grey's Anatomy                        | Roberta Thompson              | Episódio: I Was Made For Lovin You                                                                                        |
| 2013-2017        | Pretty Little Liars                   | Linda Tanner                  | 19 episódios |